# Perxe del carrer del Racó
El Perxe del carrer del Racó és una obra de la Palma d'Ebre (Ribera d'Ebre) inclosa a l'Inventari del Patrimoni Arquitectònic de Catalunya.

## Descripció
Situat dins del nucli urbà de la població de la Palma d'Ebre, comunicant el carrer Major amb el del Racó, on està construït.
Passadís cobert format per dos arcs lleugerament apuntats i un altre de mig punt situat al mig del traçat, tots tres adovellats i bastits en carreus de pedra ben desbastats. A l'interior, el sostre es correspon amb un embigat de fusta.